# Густинський монастир
50°38′11″ пн. ш. 32°28′24″ сх. д. / 50.63639° пн. ш. 32.47333° сх. д.
Густи́нський Свято-Троїцький монасти́р — жіночий монастир РПЦвУ. Розташований у селі Густиня, на правому березі річки Удай біля міста Прилуки Чернігівської області.

## Історія

### Заснування, перші роки

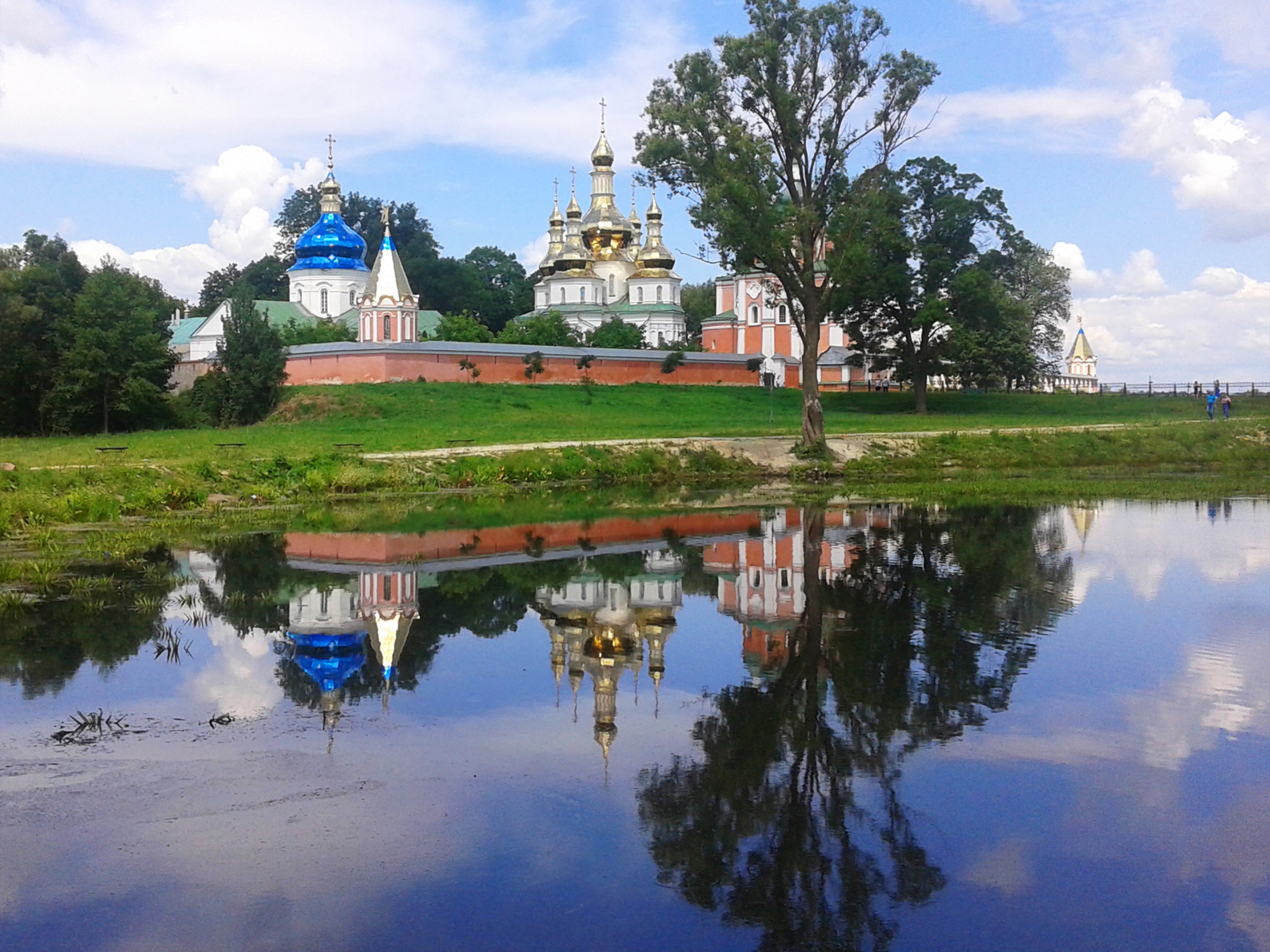
Густинський Свято-Троїцький монастир УПЦ (МП)

Ікона Густинської Богоматері

Початки Густинського монастиря сягають 1600 року. Засновником його був ченець Йоасаф, який разом з ієромонахом Афанасієм прийшов з Афонської гори і з благословення настоятеля Києво-Печерської лаври Єлисея Плетенецького оселився тут для усамітнення. Для облаштування монастиря Йоасаф уподобав землі князів Вишневецьких по течії річки Удай, де зі своїми учнями оселився на острові, що заріс густим віковим лісом, звідки і пішла назва монастиря — Густиня.
1612 року Михайло Вишневецький писав до намісників своїх українських маєтностей, що до нього звернулися отець Афанасій та отець Ісайя Печерський, маючи намір побудувати монастир у маєтностях його. Вишневецький погодився і наказав надати отцям всіляку допомогу. Із листа М. Вишневецького від 2 березня 1614 року до князя Лика видно, що на той час монастир уже існував.
Серед засновників монастиря було чимало козаків, які, передчуваючи близьку смерть, йшли у ченці — але смерть відступала, ченці жили ще довго, розповідаючи про цілюще повітря і «живу воду» з підземних ключів.
Відразу на острів почали прибувати люди з усіх усюд заради монашого житія і спасіння. Місцеве населення допомагало ченцям харчовими запасами, грошима, будівельним матеріалом. Завдяки цьому у 1614 році була споруджена мала дерев'яна церква на честь Пресвятої Живоначальної Трійці (Троїцька церква). Так виник монастир, ігуменом обрали старця Йоасафа. В допомогу собі з керування Густинським монастирем Йоасаф обрав Ісаю Копинського — ігумена і настоятеля Антонієвих (ближніх) печер при Києво-Печерській лаврі.
Оглянувши і схваливши обране для монастиря місце, Ісая виклопотав у православного князя Михайла Корибута Вишневецького, у володінні якого перебував тоді острів, право на володіння ним. У 1615 році Михайло Вишневецький дає монастирю грамоту на володіння островом Густинь, навколишніх лісів, лук та орних земель. Після її отримання монастир забезпечив своє подальше існування, Ісая почав його розбудову.
В 1620 році, в часі повернення із Москви через Україну, Густинський монастир на запрошення гетьмана Петра Сагайдачного відвідав єрусалимський патріарх Феофан. У Києві патріарх, на прохання гетьмана і згідно зі своїм виключним правом, висвятив Київського митрополита Іова Борецького та п'ятьох єпископів. Так було відновлено вищу ієрархію української православної Церкви. Серед нових єпископів був фундатор монастирів на Прилуччині, тоді ігумен Києво-Братського монастиря Ісая Копинський. Його висвятили єпископом у Перемишлі, через гоніння та переслідування змушений був повернутися до Києва. Святитель продовжував опікуватись православними монастирями в Україні, згодом зовсім перебрався знову до Густині. І. Копинський при житті першого ігумена Йоасафа (починаючи десь з 1615 року) протягом двох десятиліть керував Густинським монастирем, а усі настоятелі, на той час, фактично були його намісниками.
У 1624 році Святитель переніс із Густині до Ладана Троїцьку церкву, а на її місці побудував нову, набагато більшу й красивішу. Як записав густинський літописець: «…создаша зело красну» церкву. Тоді ж були побудовані келії для братії й трапезна з церквою Успіння Богородиці.
Пожежі 1625 та 1636 років знищили майже усі будівлі, а наступна пожежа у 1636 році повністю знищила монастир, «со всією окрасою і ліпотою». Згарище було настільки жахливим, що ченці вирішили відбудувати монастир на новому місці, біля гаті, що вела через Удай до Роменського шляху. Лише за два роки (1636–1637) вдалося побудувати Успенську церкву з трапезною, братські келії, перенести стару дзвіницю, обгородити монастир і обкопати його ровом.
У цей час за підтримку лівобережними монастирями народних повстань проти шляхти Ярема Вишневецький почав карати не лише козаків і посполитих, але й ченців. Ігумен Василій із братією Густинського монастиря, не чекаючи на свою чергу та прихопивши усе найцінніше, втік до Путивля, «в чужую землю Московськую», як записав літописець.

### Новий монастир

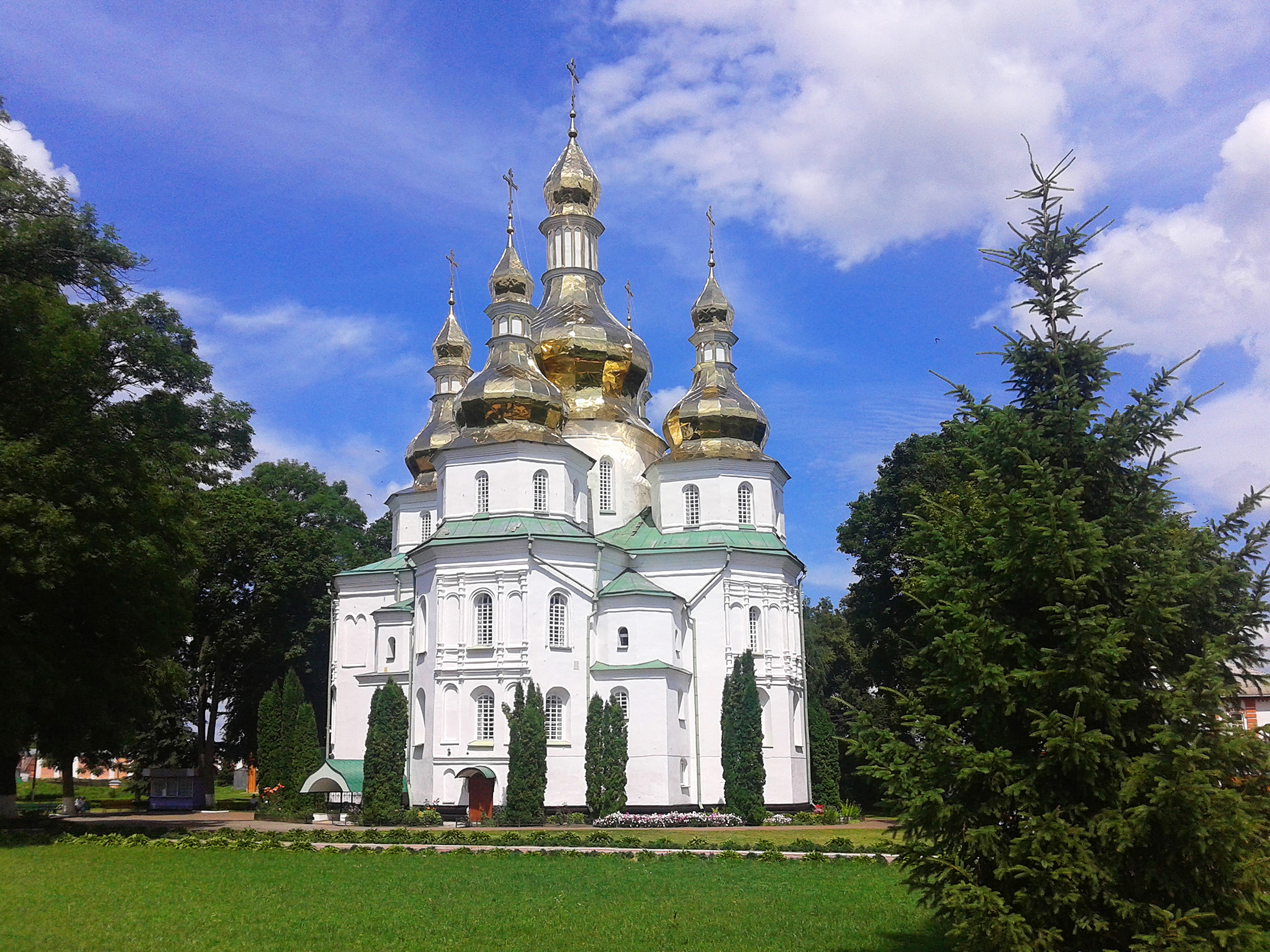
Свято-Троїцький собор

У 1639 році монастир відвідав митрополит Петро Могила і привіз із собою нового ігумена з Лаври Іллю Торського. Митрополит П. Могила встановлює хрест на місці, де має бути нова церква. Він призначив нового ігумена та наказав збудувати нову велику церкву. На будівництво нової церкви у 1641 році ігумен випросив значну допомогу від молдавського господаря Василія та від московського царя Михайла Федоровича.
За п'ять років монастир був відновлений, побудована небаченої краси Троїцька церква. У 1641 році був закладений освячений камінь на місці побудови нової святині, а 1644 року вона була збудована та освячена, як Церква святої Трійці.
Густинський літопис, розповідає, що Троїцька церква стоїть на тілах трьох мучеників. З літопису дізнаємося і про трагедію, яка розігралася у 1640 році, а саме:

Татарська орда з Криму дійшла під самий Київ і лише там, одержавши грізну відсіч, пронеслись назад до Перекопу, люто випалюючи на своєму шляху козацькі села й хутори. Дуже постраждала й Прилуччина. Коли все вгамувалося, через три дні, подорожні поблизу монастиря натрапили на порізаних дітей, кинутих на роздоріжжі й доправили до монастиря. Ігумена Іллі на той час не було, а хтось із монахів розпорядився поховати дітей у старій келії. А потім про це й зовсім забули, і навіть отцю-ігумену не доповіли. Якось отець Ілля уві сні побачив трьох діток, які молилися перед Всевишнім, прохаючи милості Божої Густинській обителі та її братії. Ігумен розповів про це братії, тоді ж хтось і згадав про поховання, їх розкопали, знайшовши тіла мучеників-немовлят нетлінними і, поклавши до гробниці-раки, урочисто поховали посеред монастиря, де розпочалося будівництво нової церкви. І саме над могилою спорудили вівтар на честь Святої Трійці.

В 1648 році монастир зруйнували повстанці, але Богдан Хмельницький взяв цю обитель під свою «протекцію й оборону» та забезпечив її земельні володіння, що ствердив також своїми універсалами 1648 — 1655 років.
У 1654 році, їдучи з Києва до Москви, Густиню відвідав антіохійський патріарх Макарій із сином Павлом Алеппським, який залишив чудовий опис монастиря. Особливо високоповажних арабських мандрівників вразила краса іконостасу Троїцької церкви.

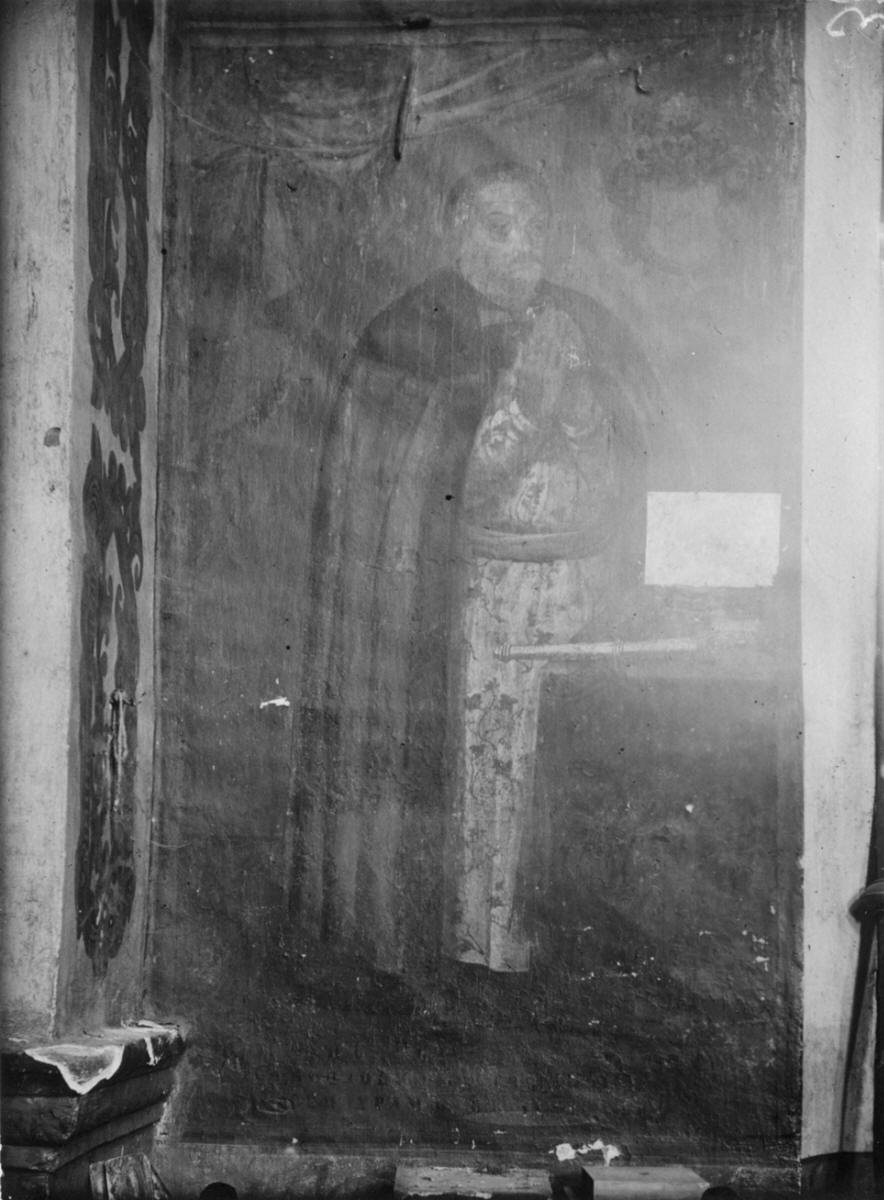
Портрет Івана Самойловича серед росписів інтер'єру Троїцького собору Густинського монастиря.

Пожежа 1671 року знищила Троїцьку церкву, дзвіницю, келії та побутові будівлі. Залишилися лише Успенська трапезна церква та церква Петра і Павла. Відновлення почалося з ігуменського, або Варваринського корпусу з келіями, брамою й дзвіницею. До 1672 року збудовано нові будівлі замість знищених, а у 1674–1676 роках коштом гетьмана Івана Самойловича було розпочато будівництво нової великої кам'яної п'ятиглавої Троїцької церкви, яка існує й понині.

### Розбудова і занепад

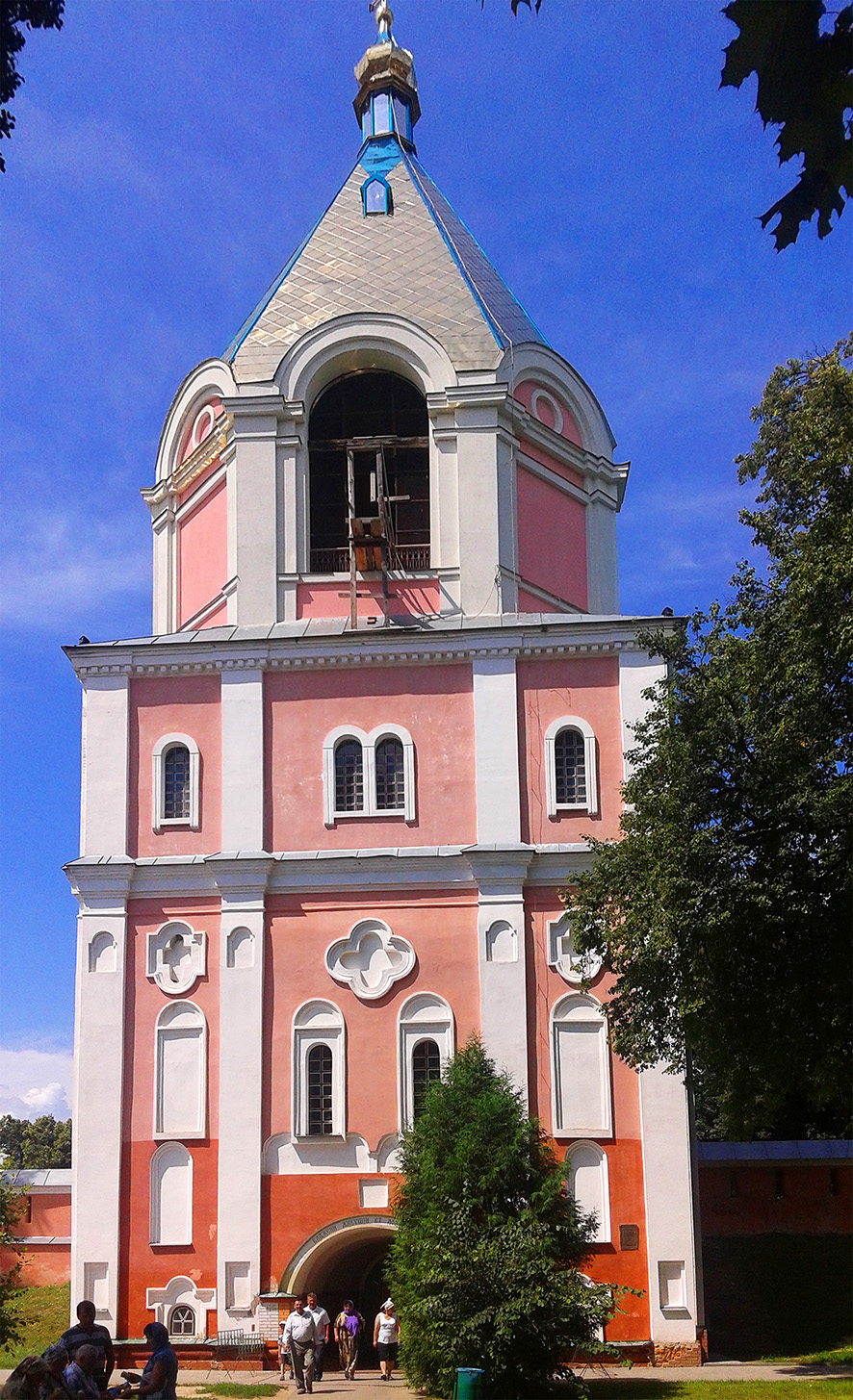
Надбрамна Миколаївська церква

23 травня 1675 року Троїцька церква була освячена архієпископом Чернігівським Лазарем Барановичем.
У 1670–1680 роках монастиреві всіляко допомагали і про нього опікувалися гетьмани Іван Самойлович та Іван Мазепа, прилуцький полковник Лазар Горленко, а в 1690-х роках його син, прилуцький полковник Дмитро Лазарович Горленко. На цей час припадає найбільший розквіт Густині. Монастир прикрашається новими монументальними спорудами, збагачується новими володіннями. За кошти полковника Дмитра Горленка звели високі цегляні мури навколо монастиря, побудували кам'яні надбрамні церкви — Миколаївську із заходу й Петропавлівську зі сходу.
Наприкінці XVII століття полковник Дмитро Горленко, щоб надійно захистити монастир, побудував навколо нього грандіозні мури з брамами й баштами. Були вони з двоярусними аркадами, внутрішніми проходами всередині стіни і з вузькими бійницями. Це була унікальна архітектурна пам'ятка.

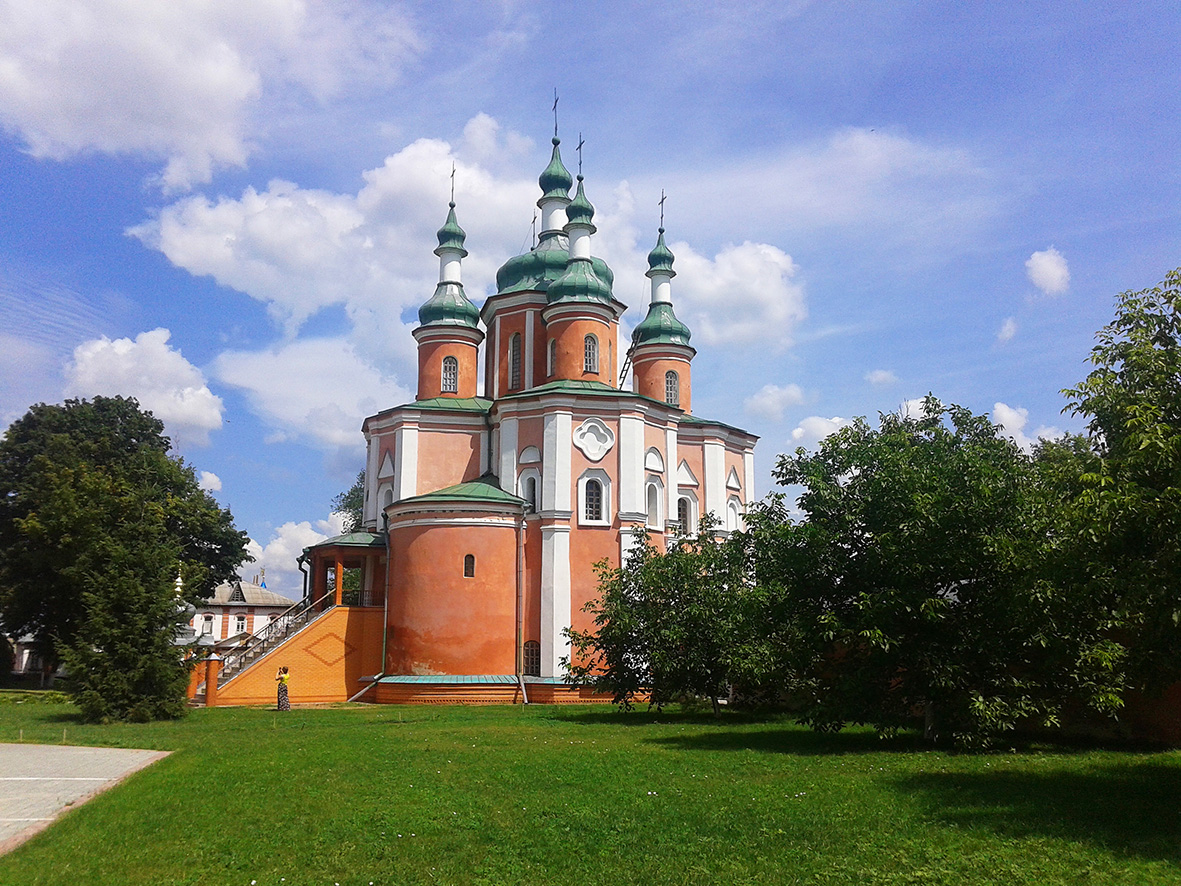
Петропавлівська церква

У 1734 році східну частину мурів, яка виходила до Удаю, перебудували, нові стіни декорували з внутрішнього боку фігурними арками. Значна перебудова стін відбулася у 1754–1756 роках, загальна довжина їх сягала 558 метрів. Реставрацію їх провели і в 1850-х роках. Нині фортечні мури втрачені майже повністю, їх будують заново.
Крім Самойловича й інші гетьмани, а також козацька старшина дарувала монастирю землі, села та хутори. В середині XVIII століття монастирю належало більше трьох тисяч десятин в Чернігівській губернії та більше трьох тисяч душ селян. Багатством монастир поступався лише Києво-Печерській лаврі.
Гетьман Мазепа збудував кам'яну церкву Успіння Богородиці.
Наприкінці XVIII століття цей монастир був одним із найбагатших в Україні, але 1786 року російський уряд секуляризував його володіння. Катерина II, указом 1786 року перевела монастир до розряду «позаштатних», а з часом й зовсім ліквідувала. Після затвердження штатів для монастирів у 1793 році Густинський монастир був закритий. Більш ніж 50 років він простояв недіючим, огорожа, будівлі, церкви було пошкоджено, напівзруйновано.

### Відновлення

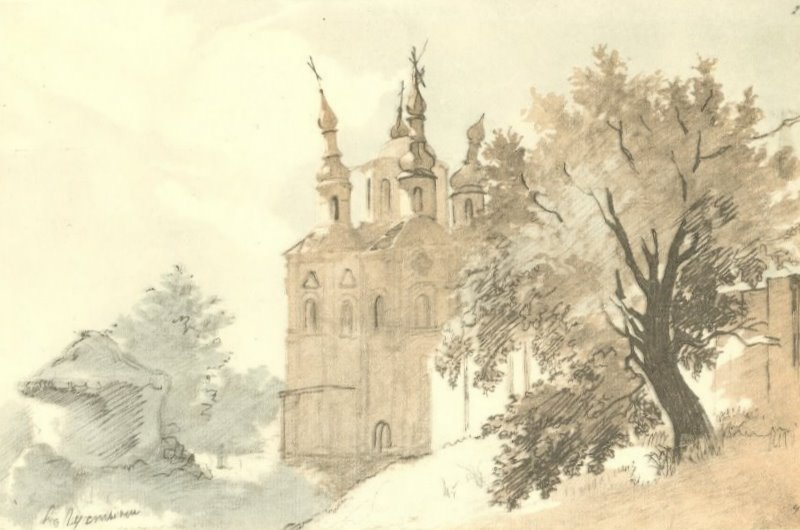
Т. Шевченко. В Густині. Церква Петра і Павла. Акварель. 1845

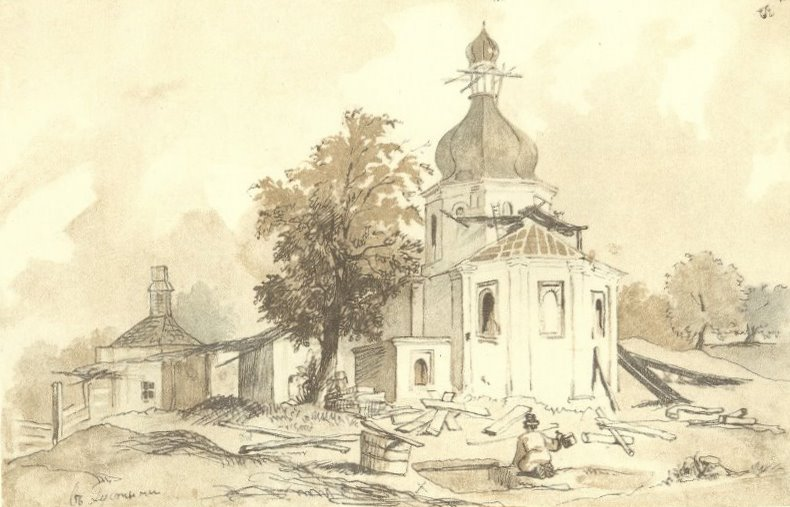
Т. Шевченко. В Густині. Трапезна церква. Акварель. 1845

Фото монастиря в кінці XIX століття

Відновлення почалося в 1841 році зі збору коштів серед населення Полтавщини, до якого з відозвою звернувся Гедеон. У 1843 році вийшов указ Синоду про присвоєння монастиреві 3-го класу, а ще через півроку — 15 травня 1844 року, на храмове свято, в день Святої Трійці відбулося урочисте відкриття монастиря. Але з відбудовою не поспішали. Тоді ж, у 1844 році, настоятелем у Густиню Синод призначив колишнього архімандрита одного з монастирів Санкт-Петербурзької єпархії Варсонофія. Як зазначає український письменник Олександр Кониський,

«…першим ділом таких оновителів — знівечити в монастирі і по церквах все, що нагадує українську окремішність, усе, що не підходить під мірку й смак московсько-візантійського чернечого деспотизму й аскетизму».

В головній Троїцькій церкві знищили портрети князя Вишневецького і гетьмана Мазепи, засипали родовий склеп Горленків, познімали з образів і переплавили дорогоцінні Шати ікони з гербами Горленків і Самойловичів. Старовинні іконостаси й козацькі ікони замінили новими, замовленими в Петербурзі. Ось, що встиг за роки свого правління Варсонофій. Проте за цей же час він відновив напівзруйновані церкви, спорудив дзвіницю, побудував також готель, два флігелі для монахів, господарчий двір із коморами й стайнями.
28 червня 1845 року на Прилуччині побував Тарас Шевченко, маючи за мету змалювати архітектурні й історичні пам'ятки стародавньої Густині.
У тому ж 1845 році на території монастиря був похований генерал-губернатор Малоросії князь Микола Григорович Рєпнін. Згодом під Трапезною церквою був влаштований родинний склеп Рєпніних-Волконських. Під Троїцькою церквою є склеп Горленкових та Марковичів. В церкві з лівого боку іконостасу знаходиться чудотворна Густинська ікона Богоматері з Передвічним Немовлям на руках.
В монастирі після відродження його, одна за другою відновлювались церкви. Усі вони в якоюсь мірою були перебудовані, модернізовані, деякі споруди від цього значно втратили, залишилася непорушною й незмінною лише головна Троїцька церква. Архімандрит Нектарій, що правив у Густині наприкінці XIX століття довершив відродження монастиря. Він подбав про те, щоб створити людям усі умови для спілкування з Богом. Густиня стала прекрасним місцем для душевного спокою, відпочинку. Нектарій відновив стару валківську греблю з п'ятьма містками, сад біля монастиря, започаткував декоративний парк навколо монастирських мурів. Були вже висаджені дерева, влаштовані квітники, алеї з альтанками і зручними лавами, побудована загорожа з хвіртками. Перед монастирем дивував богомольців сонячний годинник із чудернацькими знаками зодіаку. Густиня знову стала місцем паломництва і святим місцем. Під її стінами збиралися велелюдні ярмарки, ікону Густинської Божої Матері урочисто виносили з Троїцької церкви і ставили у капличці посеред ярмарку.

### Роки радянської влади
Монастир процвітав до Жовтневого перевороту 1917 року в Петрограді. 14 серпня 1920 року «керівником» монастиря став Прилуцький відділ наросвіти, який влаштував тут дитячу колонію, що проіснувала до початку 1941 року. Монастир втратив усі права на землю, інвентар, майно, урожай, продукти харчування. Ченцям видавали лише мізерний пайок.
Створена радянською владою ліквідаційна комісія Густинського монастиря почала особливо активно діяти у 1923 році. Сергію Євстафієвичу Лубенцову, останньому архімандриту монастиря та братії у кількості 48 осіб було виділено звоноверховий будинок і сарай, церкви закрили, майно та землю відібрали.
У березні 1924 року знову монастир було закрито, цього разу надовго. Ікони та різний іконостас XVII століття були порубані на дрова, В 30-х роках ХХ століття було прийняте рішення про повну руйнацію Густинського монастиря, але Микола Макаренко й інші не байдужі до своєї історії люди, змогли відстояти монастир.

Ігуменія Євстолія з монахинями обителі

У 1943 році, при німецькій окупації, було дозволено оселитись тут монашкам з закритого радянською владою Ладанського Покровського монастиря, монастир знову відродився як жіночий. Його очолила ігуменія Євстолія. Він розмістився в двоповерховому Варвинському корпусі. Богослужіння здійснювалось у Воскресенській церкві. В 1958 році, після смерті Євстолії, монастир очолила ігуменя Рафаїла.
У 1940-х роках на території монастиря був розміщений психоневрологічний диспансер. Самих же монахинь 12 липня 1959 року, на свято Петра і Павла, після чергового закриття Густинської обителі, виставляють за ворота. У повоєнні часи в монастирі мешкали інваліди та люди похилого віку. Ікони частково були перевезені до Прилуцького Стрітенського собору, а решту вивіз до церкви села Ряшки отець Миколай. Пізніше церква згоріла разом з іконами.
Монастир став інтернатом для престарілих, інвалідів дитинства та психоневрологічних хворих. У 1960-х роках у Гусині було 220 престарілих та інвалідів з дитинства, у 1970-х — 180 чоловік. Будинок-інтернат існував до 1978 року, коли його мешканців перевели до Козельця та Городні. У 1978 році офіційно був організований психоневрологічний будинок-інтернат. Тут жили лише жінки Чернігівської області. Станом на 1990 рік їх було 160. Навесні 1993 року цей заклад було закрито.
У 1980-х та на початку 1990-х років силами прилуцьких реставраторів велися відновлювальні роботи, та держава виділяла настільки мізерні кошти, що їх вистачало лише для латання дірок. Дещо робилося на Троїцькій і Воскресенській (Успенській) церквах, дещо на готелі, але в жахливому стані ще перебували Петропавлівська і Миколаївська церкви, ігуменський корпус і монастирські мури.

### Роки незалежної України

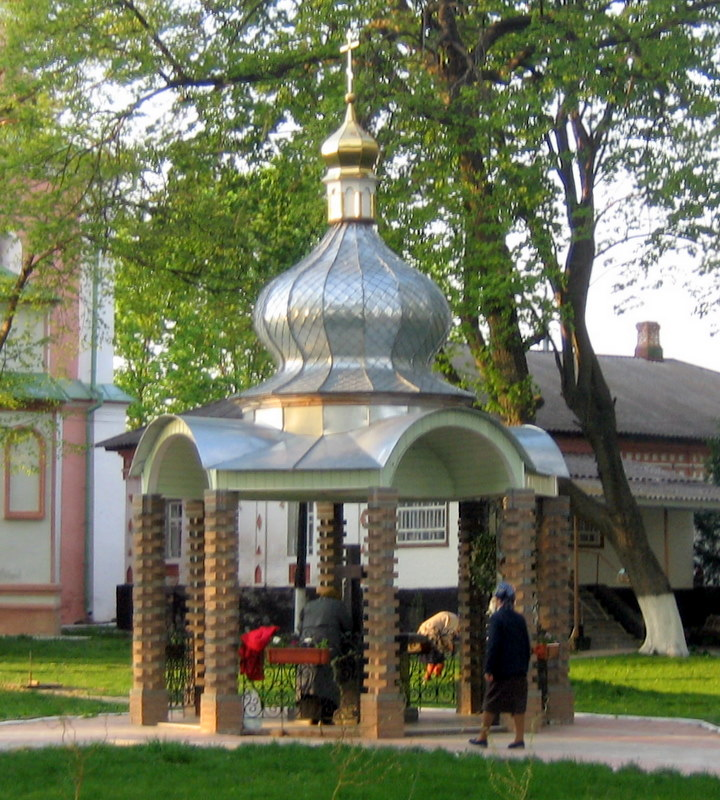
Цілюще джерело

В 1991 році психдиспансер був закритий і 1993 року монашки повернулися в Густинський Свято-Троїцький монастир.
17 грудня 1993 року відбулася перша Божествена Літургія, освячено престол у Воскресенському храмі. В наш час[коли?] монастирем керує ігуменя Віра (Віра Григорівна Таран). Вона підняла з руїн монастир і донині керує відбудовою монастирських храмів і споруд, переповідає численним туристам історію Густинського монастиря і земель, на яких розташована обитель. Під керівництвом ігумені Віри черниці вивчають Закон Божий і такі «мирські» науки, як тваринництво і сільське господарство, оскільки живуть мешканці обителі з того, що виростили на землі. Серед монашок чимало досить молодих — до тридцяти років, причому у багатьох — дипломи вищих навчальних закладів. Сьогодні Густиня повністю забезпечує себе всім необхідним.
За останні десять років відбудовано Свято-Троїцький собор і Миколаївську церкву, відреставровано дзвіницю і частково огорожу монастиря. В 1994 році була відновлена Воскресенська церква, в 1997 році — Троїцька, в 1999 році — Миколаївська, в 2000 році — Петро-Павлівська церква. З благословення ігумені Віри нову велику й гарну ікону було написано 2000 року — до урочистостей з нагоди 400-ліття обителі. Копію було зроблено з невеличкого за розміром образу, котрий потемнів від часу і був привезений з Єлецького Успенського монастиря.
У 2020 р. силами місцевої громади розпочалися реставраційні роботи на Густинській (Козацькій) гаті, що була колись головним шляхом до монастиря та на ярмарок.

Вручення ордена

19 травня 2003 року Указом Президента України № 404/2003 настоятельниця Густинського монастиря ігуменя Віра була нагороджена орденом княгині Ольги ІІ ступеня. Орден їй вручив Президент України Леонід Данилович Кучма в Києві в Маріїнському палаці.
У березні 2021 року місцеві краєзнавці звинувачували монастир у понівеченні історичної пам'ятки — Троїцького собору, яким користуються церковнослужителі, і вимагали усунення пінопластової обшивки на стінах собору й повернення пам'ятці українського бароко XVII ст. первісного вигляду.

## Святині
Зараз в монастирі перебуває Густинська чудотворна ікона Божої Матері та мощевичок із часточками мощів святих Феодосія Чернігівського, Йоасафа Білгородського, Димитрия Ростовського, преподобних Лаврентія Чернігівського, Кукші Одеського, великомучеників Варвари й інші святих, а також святині, зібрані із усього православного світу й Святої землі. Коло монастирського паркану влаштоване цілюще джерело.

## Господарство

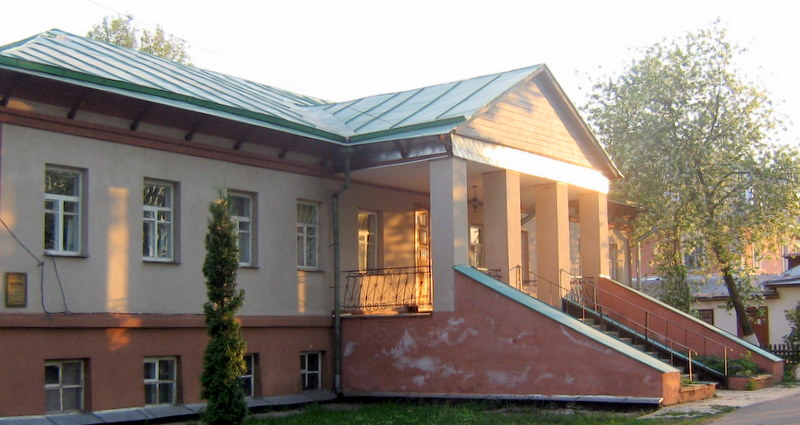
Монастирський готель

Господарство монастиря припускає повне задоволення своїх потреб. У ньому є пасіка, трапезна, пекарня, і готель для прочан, транспортний цех, сад. За огорожею монастиря обладнані скотарня й пташник. Є свої теплиці. Адміністрація міста Прилуки виділила земельні угіддя під городні культури й косовицю.
Всі провідні напрямки діяльності розподілені по послушаннях, за які відповідають благословенні на це сестри. Послухи різні: крилас, келарня, просфорня, церковниці, городниці, швачки, трапезниці, птахівниці, коровниці й таке інше.

## Монастирські будні

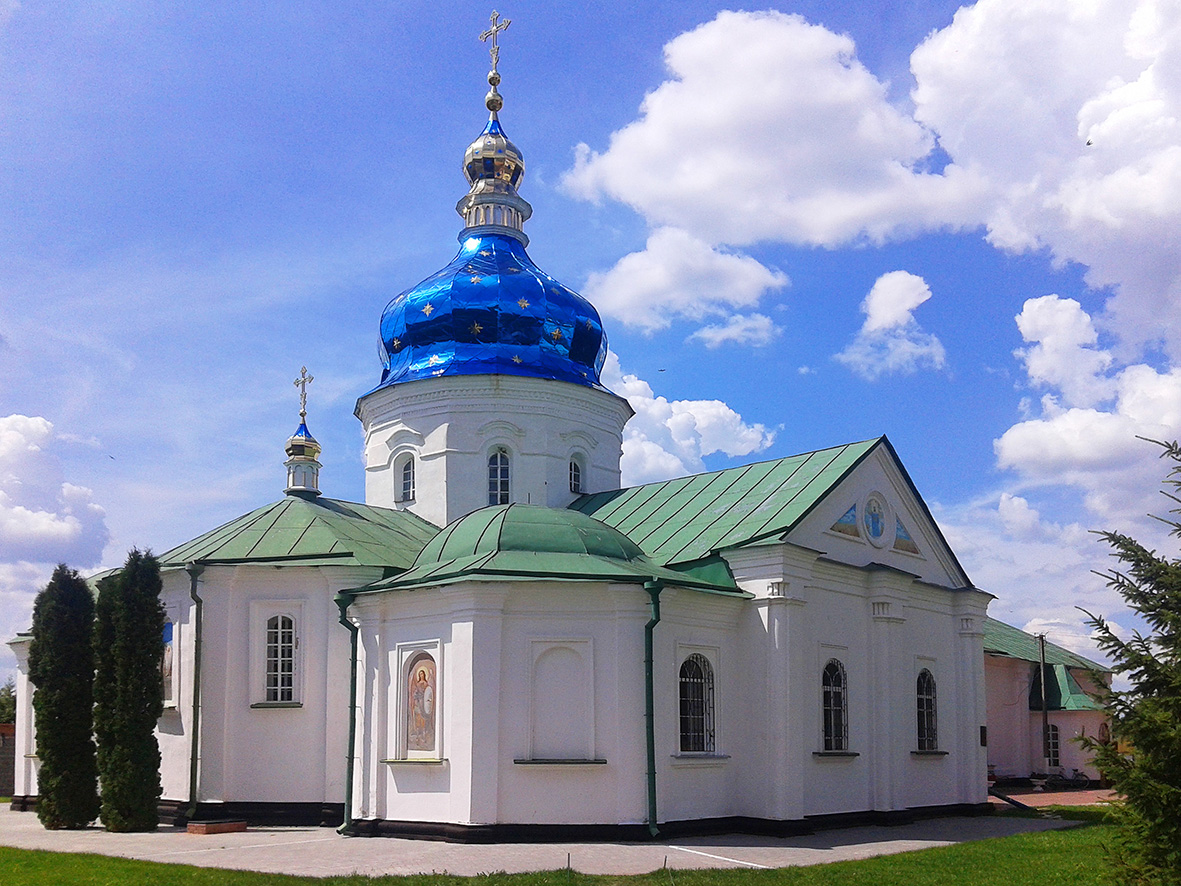
Трапезна церква

День у монастирі починається із калатання дзвіночка в 5 годин 30 хвилин, що скликає насельниць на полуночницю (так називається ранкова храмова молитва). Після неї сестри підходять до матушки Ігуменії під благословення і одержують кожна свій послух.
На трапезі чергова сестра читає житія святих або душекорисні повчання. Трапеза починається й закінчується молитвою. Втім, молитвою починається, супроводжується й закінчується все, навіть сама найменша справа, тому що цим призивається допомога Божа, а потім треба віддячити за цю допомогу.
Центром монастирського житія є Богослужіння. У соборі Святої Трійці й Успенській церкві щодня відбуваються ранкове й вечінє Богослужіння священиками монастиря: протоієреями Вадимом, Сергієм та дияконом Володимиром, духовно окормляющих черниць і мирян. Читається Неусипаємий Псалтирь, це безперестанна цілодобова молитва, за якої поминаються імена благодійників, пожервтників монастиря, живих і померлих, і всіх православних християн. По неділях на вечірньому Богослужінні відбувається Параклис Божої Матері «До Богородиці прилежно нині притецем…».